# Z/OS
z/OS é um sistema operacional de 64 bits para mainframes, criado pela IBM. É o sucessor do OS/390, o qual, por sua vez, combinou o MVS e o UNIX System Services - uma implementação UNIX POSIX-aderente para mainframes, anteriormente conhecida como MVS Open Edition ou (OpenMVS).
O z/OS oferece muitos dos atributos de outros sistemas operacionais modernos, mas também conserva muito da funcionalidade originada nas década de 1960 e 1970, que frequentemente ainda estão em uso cotidiano. Isto inclui Customer Information Control System (CICS), IBM Information Management System (IMS), IBM DB2, IBM Resource Access Control Facility (RACF) e IBM Systems Network Architecture (SNA).
O z/OS também executa Java de 64 bits, suporta APIs e aplicativos UNIX (Single UNIX Specification) e comunica-se diretamente com o TCP/IP. Um sistema operacional complementar IBM, o z/VM, fornece o gerenciamento de sistemas virtuais múltiplos (guests) no mesmo mainframe físico. Estas novas funções no z/OS e z/VM, e o suporte ao Linux na zSeries, tem encorajado o desenvolvimento de novos aplicativos para mainframes. Muitos deles utilizam o WebSphere Application Server para middleware z/OS.
A partir de 1º de abril de 2007, o z/OS passou a ter suporte somente a mainframes de 64 bits (z/Architecture). O z/OS V1R5 foi a última versão a dar suporte ao ESA/390, uma arquitetura de hardware anterior com endereçamento de 31 bits. Aplicativos antigos ainda são suportados na mesma forma binária, usem eles 31 bits ou mesmo endereçamento de 24 bits.
A IBM comercializa o z/OS como um sistema operacional destacado, talhado para operações contínuas, de grande volume, com elevada segurança e estabilidade.
Uma versão de baixo custo do z/OS, o "z/OS.e", possui código idêntico, mas é processado com uma configuração de inicialização que impede a execução de tarefas "clássicas", tais como os compiladores COBOL e PL/I. O "z/OS.e" era disponibilizado para os mainframes IBM z800, z890 e z9 BC, mas foi encerrado com a versão V1.8 e retirado de mercado em outubro de 2007.. 
Foi substituído pelo sistema operacional IBM Z New Application License Charges (zNALC), o qual oferece um z/OS completo e mais barato, se usado para servir novos aplicativos (new workloads), no IBM WebSphere Application Server.
A IBM tem feito novos lançamentos anualmente, sendo que os dois últimos foram o z/OS Management Facility V1.11, em 8 de agosto de 2009, e o z/OS Management Facility V1.12, em 22 de julho de 2010.